# Dyssochroma
Dyssochroma  es un género de plantas con flores perteneciente a la subfamilia Solanoideae, incluida en la familia de las solanáceas (Solanaceae). Comprende cinco especies distribuidas en Brasil.

## Especies
- Dyssochroma albidoflava
- Dyssochrama albidoflavum
- Dyssochrama eximia
- Dyssochrama longipes
- Dyssochrama viridiflora